# Gary Douglas
Gary Douglas es un personaje ficticio del videojuego de género survival horror Parasite Eve II de Squaresoft, para la videoconsola PlayStation de Sony.

## Historia
Gary Douglas es un veterano de guerra de unos 45 años de edad con una pierna artificial, ya que la perdió en una batalla. Vive en un pueblo del desierto de Mojave, Dryfield, y es dueño y mecánico de su taller de vehículos (Taller Douglas). Tiene un fiel perro llamado Flint. Es amante de las armas, y tiene una buena colección; en su caravana posee un arsenal inmenso tanto de armas legales como ilegales que consiguió gracias a «contactos» en el Ejército, todo ordenado en vitrinas iluminadas.
Después del accidente que hubo en el lugar muchos de sus vecinos murieron y otros huyeron, dejándole a cargo el lugar como único superviviente. Colocó minas alrededor del lugar y construyó barreras, cercos electrificados, etc., para preservar el lugar. Luego conoció a una cazadora de MIST, Aya Brea, y a Kyle Madigan, detective privado de Los Ángeles que andaba merodeando por el lugar en busca de un refugio cerca del poblado. 
Como quedó a cargo del motel, dio la llave del mejor cuarto a Aya para que su estadía fuera un poco más placentera.
Proporciona armas, armaduras, objetos de recuperación, etc., a 
Aya a cambio de BP, ya que llegó a un acuerdo con el FBI mediante Pierce Carradine, el compañero de Aya.
- Datos: Q5875584